# Couvent des Augustins de Mortemart
L'ancien couvent des Augustins est un monument situé à Mortemart dans le département français de la Haute-Vienne.

## Historique
Le couvent des Augustins était le lieu de résidence d'une communauté de chanoines fondée par le cardinal Pierre Gauvain au XIVe siècle.
Conservant les restes d'un cloître médiéval, les chanoines reconstruisent le bâtiment de l'aile sud au XVIIIe siècle. Véritable château, ce bâtiment monastique est construit sur les plans de l'architecte Joseph Brousseau. 
Le couvent est mis sous séquestre lors la Révolution et est affecté à la Sénatorerie de Limoges, comme le couvent des Carmes voisin, en 1805.
En 1823, la propriété est acquise par un particulier.
À la fin du XIXe siècle, Victor Henri Désert (1851-1923), directeur général de la Mutuelle de Poitiers, rachète le couvent et son domaine à Mme de Lacouture, afin d'en faire son lieu de chasse. Sa famille en est toujours propriétaire.
Vers le milieu du XXe siècle, le couvent est un temps mis à la disposition de religieuses.
L'église de la commune est l'ancienne chapelle du couvent des Augustins.
Les façades et toitures du bâtiment du XVIIIe siècle sont inscrites au titre des monuments historiques depuis 1987. L'église Saint-Hilaire, les façades et toitures des ailes est et ouest, l'emprise du cloître comprise entre les quatre ailes, la grange-pigeonnier, la fontaine, le potager avec son mur d'enceinte, le réseau hydraulique et l'étang sont inscrits par arrêté du 22 décembre 2015.

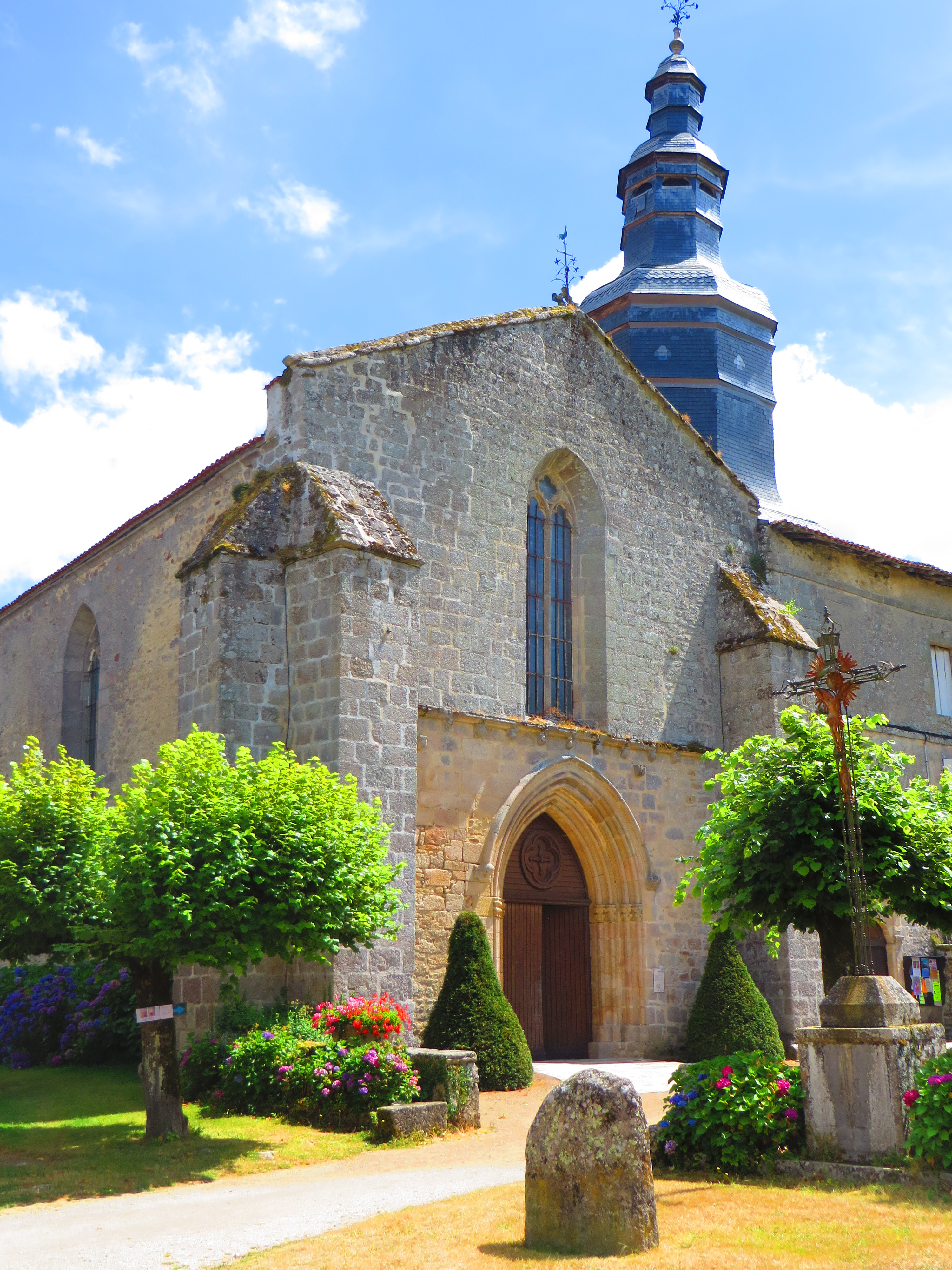
Ancienne chapelle des Augustins et son clocher penché, devenue église paroissiale.